# Cinderella (dal)
A Cinderella a Sweetbox negyedik kislemeze a Classified című albumról; a negyedik kislemez Jade Villalon énekesnővel. A dal G. Ph. Telemann D-dúr trombitahangversenyén alapul. A kislemezen szerepel még két dal, ami az albumon is.
A dal egy remixe hallható a Best of Sweetbox válogatásalbumon (2005) és a Best of 12" Collection remixalbumon (2006), egy másik remixe a Sweet Reggae Remix albumon (2008), demóváltozata pedig a Rare Tracks albumon (2008).

## Számlista
CD maxi kislemez
1. Cinderella – 3:16
2. How Does It Feel – 4:02
3. Brown Haired Boy – 3:04
4. Cinderella (Instrumental) – 3:16